# NSE All-Share Index
Der NSE All-Share Index ist der Leitindex der Nigerian Stock Exchange und bildet die Nigerianische Wirtschaft ab. NGX - eine Tochterfirma der Nigerian Stock Exchange veröffentlicht den wertgewichteten Benchmark-All-Share-Index (ASI), der im Januar 1984 mit einem Basiswert von 100 formuliert wurde. Der ASI verfolgt die allgemeine Marktbewegung aller an der Börse notierten Aktien, einschließlich der im Growth Board notierten Aktien, unabhängig von der Kapitalisierung. Weitere Indizes sind der NGX30 und der NGX50, die die 30 bzw. 50 größten Unternehmen in Bezug auf Marktkapitalisierung und Liquidität abbilden. Beide Indizes, in denen nur voll eingezahlte Stammaktien zugelassen sind, werden nach der angepassten Marktkapitalisierung gewichtet – der Anzahl der börsennotierten Aktien eines Unternehmens, multipliziert mit dem Schlusskurs und multipliziert mit einem Kappungsfaktor.

## Zusammensetzung
NGX führt drei Kategorien von Börsennotierungen: 
das Premium Board, die Elitegruppe von Unternehmen, die strenge Corporate-Governance-, Kapitalisierungs- und Liquiditätskriterien erfüllen; 
Main Board: die größeren Unternehmen, die aufgrund ihrer Rentabilität oder Marktkapitalisierung an der Börse zugelassen werden; 
und Alternative Securities Market (ASEM), die kleineren, wachstumsstarken aufstrebenden Unternehmen. Die unten aufgeführten Aktien umfassen Unternehmen aus allen wichtigen Börsensegmenten.